# Amphilochus ascidicola
Amphilochus ascidicola is een vlokreeftensoort uit de familie van de Amphilochidae. De wetenschappelijke naam van de soort is voor het eerst geldig gepubliceerd in 2001 door Martin, Ortiz & Atienza.